# لويجي بنتور
لويجي بنتور (بالإيطالية: Luigi Pintor)‏ (و. 1882 - ت. 1925) هو سياسي وحقوقي إيطالي. تولى حكم برقة الإيطالية ما بين 1921-1922.
كان قبل ذلك ممثلاً للحكومة الإيطالية في مفاوضاتها مع السنوسين في عكرمة عام 1917.